# Biflustra denticulata
Biflustra denticulata is een mosdiertjessoort uit de familie van de Membraniporidae. De wetenschappelijke naam van de soort is voor het eerst geldig gepubliceerd in 1856 door Busk.